# Pedro Ortega Díaz
Pedro Ortega Díaz (18 de diciembre de 1914 - 3 de febrero de 2006) fue un abogado, profesor universitario, escritor, político y militante comunista venezolano. Fue uno de los dirigentes históricos del Partido Comunista de Venezuela, partido del cual fue miembro (desde su etapa clandestina), de su comité central y del buró político durante décadas, llegando a ser presidente del PCV en varias ocasiones.

## Biografía

### Primeros años
Pedro Ortega Díaz nació el 18 de diciembre de 1914, la ciudad de Río Caribe, Arismendi,  estado Sucre. Se graduó de abogado a muy temprana edad en la Universidad Central de Venezuela (UCV), especializándose en Derecho Laboral, fue profesor universitario por varios años en esta materia. Esta inclinación lo llevó a poner sus conocimientos al servicio de los trabajadores. Fue autor de numerosos trabajos históricos, algunos de los cuales fueron recogidos en libros como El Congreso de Panamá y la unidad latinoamericana y El 23 de enero y otras notas de Historia.

### Etapa en el PCV
En 1937 ingresa al entonces clandestino Partido Comunista de Venezuela (PCV) junto a otro connotado dirigente, el médico Eduardo Gallegos Mancera. Fue un activo luchador, desde la cerrada clandestinidad, contra las dictaduras de la segunda mitad del siglo XX, siendo encarcelado durante las mismas, en la Cárcel Modelo de Caracas y en la Penitenciaria General de Venezuela, en San Juan de Los Morros. Fue miembro del comité central del PCV por varias décadas, a partir de su I Congreso, llamado Unidad, celebrado en noviembre de 1946, junto con Marín J. Ramírez, Miguel Otero Silva, Carmen Clemente Travieso, Francisco J. Arrieti, Eloy Torres, Andrés Guevara, Federico Rondón, José Rafael Marrero, Saturnino Rojas, Virgilio Oropeza, entre otros. En su dilatada militancia participó hasta su muerte en todos los congresos nacionales realizados. En su calidad de dirigente comunista venezolano asistió a importantes conferencias, encuentros y congresos internacionales en países de nuestra América y Europa.
En 1959 fue elegido diputado al Congreso Nacional, cargo que desempeñó hasta la ilegalidad del PCV decretada por el gobierno de Acción Democrática (AD). Fue firmante de la Constitución de 1961. En marzo de 1961, el III Congreso del PCV decide aprobar la lucha armada como medio para acceder al poder con la sola opinión disidente de Ortega Díaz. Le correspondió el honor de presidir el Acto de Instalación de la Asamblea Nacional Constituyente en 1999, por ser el constituyente de mayor edad. Consecuente con los ideales que abrazó desde su juventud, detenta el mérito que escasos políticos pueden exhibir en Venezuela: 70 años de militancia ininterrumpida a favor de la clase obrera, los derechos del pueblo y siempre desde las trincheras de un mismo partido: el PCV.

### Muerte y legado
Fallece en Caracas el 3 de febrero de 2006 y le rinden honores en la Asamblea Nacional. Organizaciones como las fARC-EP lamentan su muerte, viendolo como un ejemplo de lucha y dedicación.
Pedro con setenta años de militancia en el Partido Comunista de Venezuela (PCV), abogado especialista en Derecho Laboral puso su trabajo al servicio de los sindicatos. Creador intelectual del Instituto Nacional de Prevención, Salud y Seguridad Laborales, el diputado que en 1986 dio batalla en el desaparecido Congreso Nacional, para la aprobación de la Ley Orgánica de Prevención, Condiciones y Medio Ambiente de Trabajo (LOPCYMAT) y la puesta en marcha del Instituto Nacional de Prevención, Salud y Seguridad Laborales (INPSASEL), asesor durante muchos años de la Central Unitaria de Trabajadores de Venezuela (CUTV).
Significativo es señalar que el primer habeas corpus logrado en Venezuela se debió al trabajo realizado por Pedro a favor del dirigente obrero Manuel Taborda.
En Caracas Pedro Ortega Díaz se hizo abogado y comunista, ejerciendo ambas actividades con fuerza y convicción comunista; se casó, tuvo hijos, escribió libros, dictó conferencias, propagó su doctrina, sufrió persecuciones, prisiones y en sus tiempos de plena libertad, fue parlamentario y profesor universitario, de pre y posgrado, actividades docentes en la que se mantuvo hasta la muerte; defensor siempre del trabajador, participó intensamente en la discusión de contratos colectivos y en la formación de sindicatos; inclusive, dirigió personalmente muchas huelgas de trabajadores, cual un obrero más; se alojaba en sus casas, vivía sus infortunios, comía su misma comida, compartía sus carcelazos. Era un obrero del derecho y consideraba que «la unidad de la Nación se hace a través de la clase obrera».

### Parlamentario y escritor
Estudio aparte merece su trabajo como escritor y congresista comunista. Escribió libros de derecho, historia, política, ideología, siempre desde la óptica marxista-leninista. Como parlamentario fue tan brillante y creativo, que, entre otras muchas, su partido le encomendó la difícil tarea de retrasar el inminente allanamiento de la inmunidad y la nulidad de los nombramientos de los diputados de la izquierda, a través de un discurso en ese Congreso, que debía ser sumamente extenso, para ganar tiempo antes de que se produjera la inevitable ilegalización del PCV y del Movimiento de Izquierda Revolucionario (MIR) con las consiguientes persecuciones, estos hechos políticos ocurrieron durante el segundo gobierno de Betancourt, en 1963. El famoso discurso de Pedro duró nueve horas; un discurso de valentía y dignidad, con el cual Pedro denunciaba ante el país y el mundo, que en cuestión de horas, los diputados del PCV y del MIR perderían sus diputaciones por un acto contrario al derecho y a la decisión del pueblo en comicios libres, para volver a ser perseguidos políticos.
Pedro Ortega Díaz, noble ser humano, abogado de la causa obrera, hombre inmenso de escasos cincuenta kilos, más hueso que carne, con un cerebro bien puesto y un enorme corazón solidario, que dedicó su vida a abogar en la calle, en los sindicatos, en los libros, en los tribunales, en el Congreso, en la cátedra, en todas partes, por los obreros de Venezuela y el mundo.

## Reconocimientos y homenajes
El 3 de febrero de 2006 falleció Pedro Ortega Díaz, Era un hombre puro, honesto, firme ejemplo para todos, expuso el presidente Hugo Chávez una vez rendido los honores ante el féretro, cubierto con la bandera del Partido Comunista; afirmando, palabras más adelante: Lo quise, lo quiero y lo querré siempre, como un padre; aprendí mucho de él y de ustedes, los valientes comunistas venezolanos; cuenten siempre conmigo. Un día después, en la conmemoración del 4 de febrero de ese año, en cadena nacional, volvía a referirse a la memoria del Dr. Ortega Díaz: Camarada, líder, ejemplo de juventudes, de todos nosotros: ha muerto Pedro Ortega Díaz; ¡Que viva Pedro Ortega Díaz, exclamó el Presidente, seguido de aplausos de reconocimiento al líder por parte de los miles de asistentes a la concentración, realizada en la avenida Bolívar de Caracas.
Un mes con sus días, pasaron para que al Dr. Ortega Díaz se le homenajeara, colocándole su epónimo a una inspectoría del trabajo que se inauguraba en Caracas. En el acto de su inauguración, asistirían el ministro del Trabajo de esos tiempos, Ricardo Dorado y el magistrado vicepresidente de la Sala de Casación Social del Alto Tribunal, Juan Rafael Perdomo, quien, al ser consultado sobre los alcances de esta nueva oficina: 

indicó que la misma surge para hacer más accesible a los trabajadores y patronos el tema de sus conflictos individuales o colectivos; y desde luego es una oficina que tiene la particularidad de llevar el nombre de un gran laboralista como lo fue el doctor Pedro Ortega Díaz. La oficina copia el modelo laboral, ya que hace uso de la oralidad, fundamento y base para el diálogo, la mediación y la conciliación, para de esta manera resolver todos aquellos asuntos que deban ser resueltos frente a las partes sin necesidad de llegar al litigio. La oficina es una instancia administrativa que sirve de base al proceso laboral que luego toma su forma jurisdiccional en los tribunales del trabajo actuales y que desde luego se guían por la oralidad.

### Conmemoración a 100 años del natalicio
La mayoría parlamentaria de la Asamblea Nacional de Venezuela aprueba el 19 de diciembre de 2014, en sesión extraordinaria, un acuerdo para conmemorar la memoria de Pedro Ortega Díaz, tras cumplirse 100 años del natalicio de este líder revolucionario que siempre luchó por el bienestar de la clase trabajadora. Se recordó que Ortega Díaz, abogado de profesión y miembro del PCV fue un revolucionario que luchó con coraje para defender los intereses de la clase obrera. El Parlamento estableció homenajear su trayectoria, como un hombre estudioso que representó al PCV en diferentes congresos nacionales e internacionales; luchando por la unidad latinoamericana y promoviendo el ideario del padre de la Patria Simón Bolívar. Incluso organizaciones como las Fuerzas Armadas Revolucionarias de Colombia se pronunció por su trayectoria y su muerte.

## Obras

### Historia
- El Congreso de Panamá y la unidad latinoamericana. Caracas: Ministerio de Comunicación e Información, 2006; Caracas: [s.n.], 1976; Caracas: [s.n.], 1982.
- Bolívar, Rodríguez, Zamora: ideas hermanadas. Caracas: Centauro, 1994.
- El Congreso de Panamá y la unidad latinoamericana y otros ensayos. Caracas: Monte Ávila Latinoamericana, 1998.
- Bolívar a la unidad hispanoamericana - Congreso sobre el Pensamiento Político Latinoamericano (1981: Caracas). Caracas, 1983
- El 23 de enero y otras notas de historia. Caracas: Ediciones La Muralla, 1978

### Política
- La crisis del sistema - Seminario La Crisis: Responsabilidades y Salidas (1985: Caracas). Caracas: Centro de Estudios de Historia Actual, FACES, Universidad Central de Venezuela, 1985
- El derecho de huelga en Venezuela. Caracas: s.n., 1979?
- América Latina: realidad y perspectiva. Caracas: Editorial Cantaclaro, 1969?
- Los comunistas en el Parlamento, 1959-1963. Caracas: s.n., 1968?

| Predecesor: - | Presidente Partido Comunista de Venezuela ?-2006 | Sucesor: Jerónimo Carrera Damas |